# Mancunian Films
Mancunian Films fue una productora de cine británica que se organizó por primera vez en 1934. A partir de 1947 tuvo su sede en Rusholme, un suburbio de Manchester, y produjo una serie de películas de comedia, en su mayoría dirigidas al público del norte de Inglaterra.

## Historia
Fundada por John E. Blakeley, la compañía produjo películas en Londres con presupuestos extremadamente bajos. El primer estudio de Blakeley consistió en un único estudio de sonido en un desván sobre un garaje de taxis. Siempre que los realizadores quisieran filmar una escena, primero tendrían que indicar a los mecánicos de abajo que dejaran de trabajar, de modo que el ruido de abajo no se registrara en las bandas sonoras. La primera producción de Blakeley fue Boots! Boots! (1934), protagonizada por el joven artista de variedades George Formby. Los valores de producción eran tan bajos que algunas escenas se filmaron en penumbra, para ocultar la falta de decoración del escenario. A pesar de las fallas técnicas, la película debut fue un gran éxito en las provincias locales, recuperando la inversión de Blakeley varias veces y lanzando a George Formby como el principal comediante de la pantalla británica. En el transcurso de un año, "Blakeley's Productions, Ltd." se había convertido en "The Mancunian Film Distributors, Ltd". Blakeley utilizó en un principio instalaciones como Riverside Studios; las películas fueron lanzadas a través de Butcher's Films .

### Dickenson Road Studios

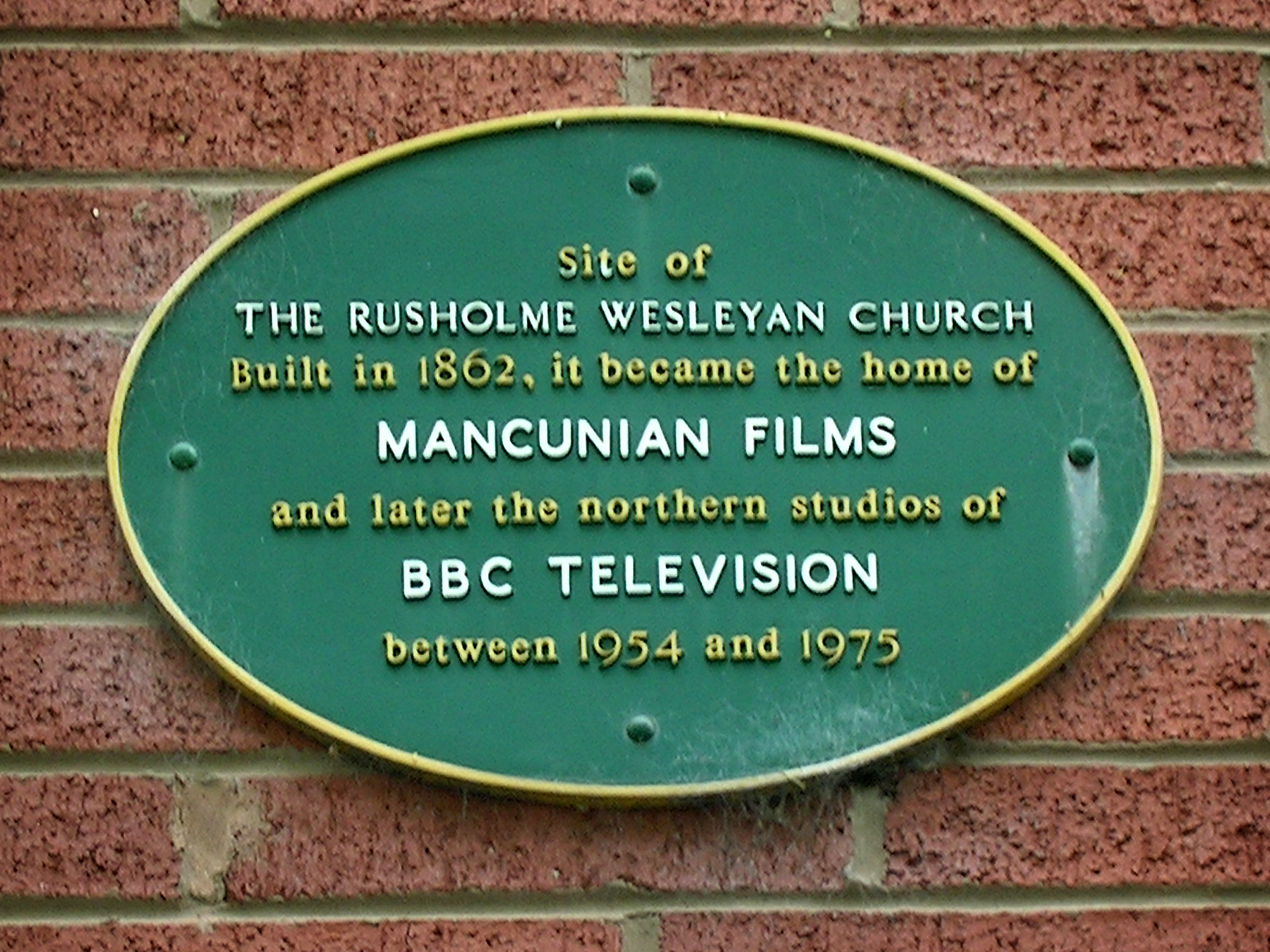
Una placa en la pared de una casa marca el antiguo emplazamiento de Dickenson Road Studios

Los crecientes costos y el deseo de satisfacer los fuertes gustos de las audiencias industriales del norte de Inglaterra llevaron al establecimiento de la instalación de dos escenariosen una antigua capilla metodista en Dickenson Road, Rusholme, el único estudio de cine fuera del Sureste. Los edificios se acondicionaron con un costo de 70.000 libras esterlinas en 1947, con fondos de la National Film Finance Corporation (NFFC), que daba subvenciones para apoyar a los estudios británicos independientes.
Comenzando con Cup-tie Honeymoon (1948) protagonizada por Sandy Powell, durante los siguientes seis años las películas contaron con los actores favoritos del público del norte de Inglaterra, como Frank Randle, Josef Locke, Diana Dors y Jimmy Clitheroe. El estudio, aunque a menudo funcionaba con muy poco dinero, fue exitoso y rentable, pero Blakely decidió retirarse cuando cumplió 65 años.
Mancunian Films continuó con el hijo de Blakeley, Tom, durante muchos años, proporcionando instalaciones para Hammer Horror y realizando varias películas de serie B. La experiencia cinematográfica desarrollada en Manchester sentó las bases de Granada Television .
En la década de 1950, la creciente popularidad de la televisión representaba una competencia para el cine y, a medida que evolucionó el mercado de los medios de comunicación, numerosos estudios de cine fueron absorbidos por emisoras de televisión emergentes. En Londres, la BBC adquirió Lime Grove Studios de Gainsborough Pictures en 1949 y Ealing Studios en 1955. Dickenson Road Studios fue comprado a Mancunian por la BBC en 1954, y se convirtió en el primer estudio regional de televisión de la BBC fuera de Londres. Entre los programas realizados por la BBC en los estudios había series protagonizadas por el comediante Harry Worth y programas de variedades. En particular, el primer episodio del programa de televisión de música pop Top of the Pops fue transmitido desde Dickenson Road Studio el 1 de enero de 1964, presentado por Jimmy Savile y abriendo con The Rolling Stones que interpretaron "I Wanna Be Your Man". En los estudios siguió grabándose Top of the Pops hasta 1967, cuando el espectáculo se trasladó a una instalación más grande en Lime Grove Studios, en Londres. El edificio de Dickenson Road fue demolido en 1975, al transferirse las operaciones al nuevo edificio de la BBC en New Broadcasting House, en Oxford Road .

### Biblioteca de películas de Mancunian
La biblioteca de películas de Mancunian, almacenada en los Kay Laboratories, se perdió en un incendio en 1980. Se informó que Mike Blakeley, camarógrafo y nieto de John E. Blakeley, estaba intentando encontrar y restaurar todas las películas de Blakeley en 2003. Estaba trabajando con CP Lee, de la Universidad de Salford, en la promoción de la historia detallada del Mancunian Film Studio a través de proyecciones de películas y datos sobre Mancunian Films y sus actores.

## Filmografía seleccionada
- ¡Botas! ¡Botas! (1934)
- Fuera del paro (1935)

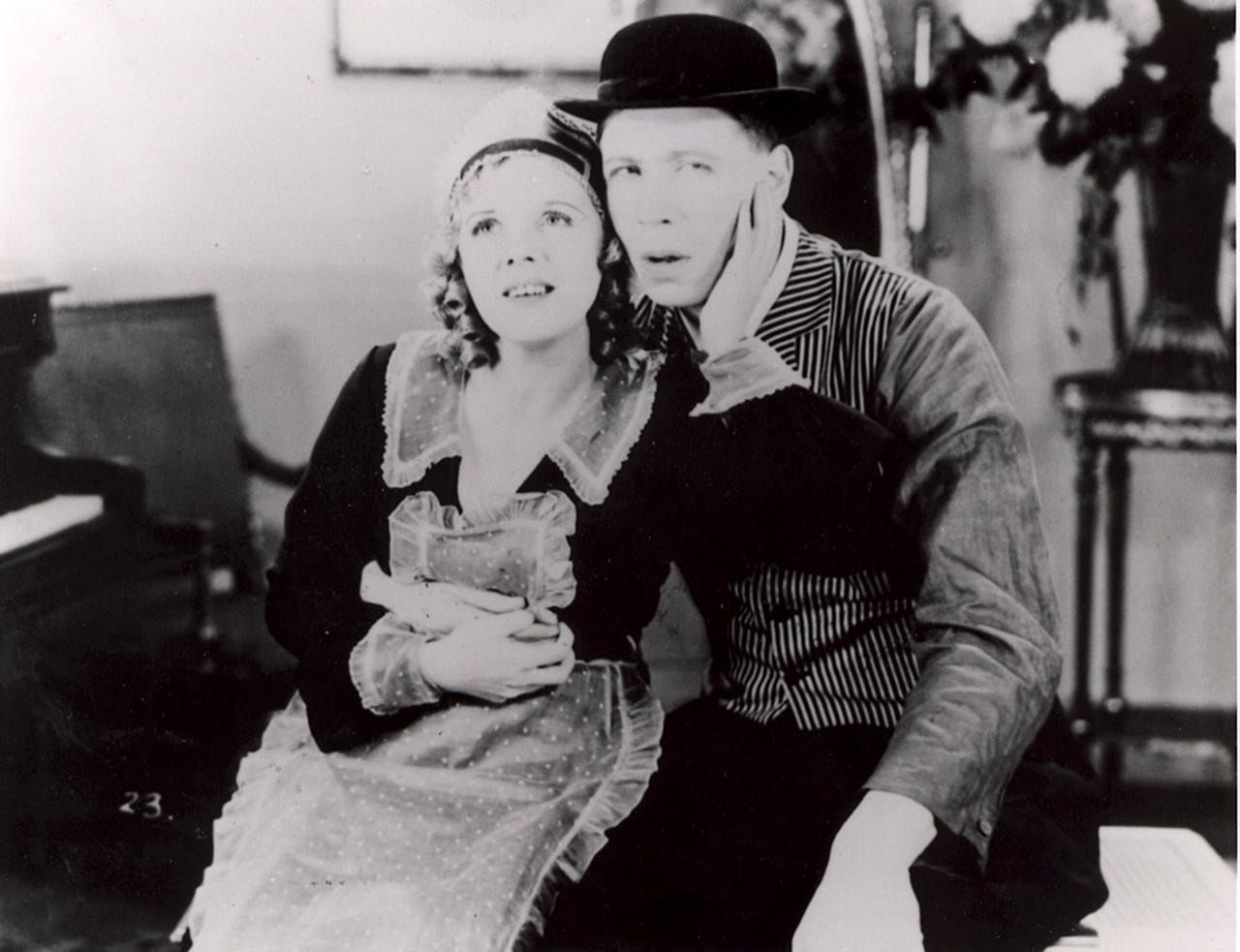
George Formby en la producción de 1934 de Mancunian Boots! Boots!

- Luna de miel con corbata de copa (1948)
- Revista internacional de circo (1948)
- Vacaciones pagadas (1948)
- Recinto ferial del norte (1948)
- En algún lugar de la política (1948)
- Qué llevar (1949)
- Escuela para Randle (1949)
- Sobre el muro del jardín (1950)
- Tengamos un asesinato (1950)
- El amor es un lujo (1952)
- La gente de al lado (1952)
- Es una gran vida (1953)